# Охотник с Уолл-стрит
«Охотник с Уолл-стрит» (англ. A Family Man) — американо-канадский драматический фильм режиссёра Марка Уильямса о хедхантере с Уолл-стрит Дэйне Дженсене, близко подобравшегося к покорению карьерного Олимпа. Однако в его планы вмешиваются семейные проблемы, что приводит героя к сложному выбору.
Премьера фильма состоялась на кинофестивале в Торонто 13 сентября 2016 года. В широкий прокат в России фильм вышел 18 мая 2017 года.

## Сюжет
Сотруднику рекрутингового агентства «Blackridge», хедхантеру Дэйну Дженсену, обещано продвижение по службе, но для этого ему придется обойти по показателям своего коллегу Линн Уилсон. Всецело занятый работой, Дэйн все меньше уделяет внимания семье. Супруга недовольна таким положением вещей. Старший сын, несколько раз жаловавшийся на плохое самочувствие, оказывается болен раком, и главному герою поневоле приходится выбирать между семьей и работой. Дэйн пытается найти решение устраивающее всех. Параллельно он сталкивается со случаем Лу Уиллера, который ищет работу, но не может найти достойных вариантов из-за своего возраста. В итоге у сына наблюдается улучшение состояния, а Дэйн оказывается уволен из «Blackridge», но открывает собственное дело и получает возможность посвятить больше времени семье.

## В ролях
- Джерард Батлер — Дэйн Дженсен, муж Элисы и отец Лорен и Райана
- Гретчен Мол — Элис Дженсен, жена Дэйна и мать Лорен и Райана
- Элисон Бри — Линн Уилсон,[3] соперница Дэйна
- Анупам Кхер — доктор Савраж Сингх, доктор Райана
- Уиллем Дефо — Эд Блэкридж,[4] босс Дэйна и директор компании «Blackridge»
- Альфред Молина — Лу Уилер, безработный инженер
- Дастин Миллиган — Самнер Файрстоун
- Максвелл Дженкинс — Райан Дженсен,[5] сын Дэйна и Элисы и старший брат Лорена
- Джулия Баттерз — Лорен Дженсен, дочь Дэйна и Элисы и младшая сестра Райана
- Мими Кузык — Бернадин
- Дуэйн Мерфи — Антуан, медбрат Райана
- Кэтлин Манро — Тони

## Выпуск
Фильм был выпущен 28 июля 2017 года компанией «Vertical Entertainment».

### Рецензии
- DeFore, John. 'The Headhunter's Calling': Film Review | TIFF 2016 (англ.). The Hollywood Reporter (14 сентября 2016). Дата обращения: 3 февраля 2017. Архивировано 4 февраля 2017 года.
- Harvey, Dennis. Film Review: ‘The Headhunter’s Calling’ (англ.). Variety (14 сентября 2016). Дата обращения: 3 февраля 2017.
- Smith, Nigel. The Headhunter's Calling review – Gerard Butler redemption story never convinces (англ.). The Guardian (15 сентября 2016). Дата обращения: 3 февраля 2017. Архивировано 4 февраля 2017 года.